# SuperDraft de la MLS 2020
El SuperDraft de 2020 fue el 21.º evento de este tipo para la Major League Soccer, el mismo se llevó a cabo en Baltimore, Maryland, el 11 de enero. Consistió de cuatro rondas de veinticuatro cada una.

## Primera Ronda
|  | Miembro de Generación Adidas |

| N.º | Jugador            | Equipo de la MLS                                    | Universidad/Proyecto/Club                        | Posición                | Imagen |
| --- | ------------------ | --------------------------------------------------- | ------------------------------------------------ | ----------------------- | ------ |
| 1   | Robbie Robinson    | Inter Miami CF                                      | Universidad Clemson                              | Delantero               |        |
| 2   | Jack Maher         | Nashville SC                                        | Universidad de Indiana Bloomington               | Defensa                 |        |
| 3   | Dylan Nealis       | Inter Miami CF (desde FC Cincinnati)                | Universidad de Georgetown                        | Centrocampista          |        |
| 4   | Ryan Raposo        | Vancouver Whitecaps                                 | Centrocampista                                   | Universidad de Siracusa |        |
| 5   | Daryl Dike         | Orlando City                                        | Universidad de Virginia                          | Delantero               |        |
| 6   | Henry Kessler      | New England Revolution (desde Sporting Kansas City) | Universidad de Virginia                          | Defensa                 |        |
| 7   | Miguel Berry       | Columbus Crew                                       | Universidad de San Diego                         | Delantero               |        |
| 8   | Garrett McLaughlin | Houston Dynamo                                      | Universidad Metodista del Sur                    | Delantero               |        |
| 9   | Jeremy Kelly       | Montreal Impact                                     | Universidad de Carolina del Norte en Chapel Hill | Centrocampista          |        |
| 10  | Patrick Seagrist   | New York Red Bulls (desde Chicago Fire)             | Universidad Marquette                            | Defensa                 |        |
| 11  | Alistair Johnston  | Nashville SC (desde Colorado Rapids)                | Universidad de Wake Forest                       | Centrocampista          |        |
| 12  | Tanner Beason      | San Jose Earthquakes                                | Universidad Stanford                             | Defensa                 |        |
| 13  | Elliot Panicco     | Nashville SC (desde New England Revolution)         | Universidad de Carolina del Norte en Charlotte   | Portero                 |        |
| 14  | Nkosi Burgess      | FC Dallas                                           | Universidad de Seattle                           | Defensa                 |        |
| 15  | Cherif Dieye       | New York Red Bulls                                  | Universidad de Louisville                        | Centrocampista          |        |
| 16  | Aaron Molloy       | Portland Timbers                                    | Universidad Estatal de Pensilvania               | Centrocampista          |        |
| 17  | Cal Jennings       | FC Dallas (desde D.C. United)                       | Universidad de Florida Central                   | Delantero               |        |
| 18  | Noah Billingsley   | Minnesota United                                    | Universidad de California en Santa Bárbara       | Defensa                 |        |
| 19  | Nyal Higgins       | Toronto FC (desde Los Angeles Galaxy)               | Universidad de Siracusa                          | Defensa                 |        |
| 20  | Dayonn Harris      | Real Salt Lake                                      | Universidad de Connecticut                       | Centrocampista          |        |
| 21  | Simon Lefebvre     | D.C. United (desde Philadelphia Union)              | Universidad del Temple                           | Portero                 |        |
| 22  | Jesús Pérez        | New York City FC                                    | Universidad de Illinois en Chicago               | Centrocampista          |        |
| 23  | Patrick Nielsen    | Atlanta United                                      | Universidad Estatal de Míchigan                  | Defensa                 |        |
| 24  | Paulo Pita         | Los Angeles FC                                      | Universidad Marshall                             | Portero                 |        |
| 25  | Ifunanyachi Achara | Toronto FC                                          | Universidad de Georgetown                        | Delantero               |        |
| 26  | Jonathan Jiménez   | Chicago Fire (desde Seattle Sounders FC)            | Universidad del Pacífico                         | Defensa                 |        |

## Segunda Ronda
|  | Miembro de Generación Adidas |

| N.º | Jugador          | Equipo de la MLS                                                 | Universidad/Proyecto/Club                        | Posición       | Imagen |
| --- | ---------------- | ---------------------------------------------------------------- | ------------------------------------------------ | -------------- | ------ |
| 27  | Jack Skahan      | San Jose Earthquakes (desde Inter Miami CF)                      | Universidad de Carolina del Norte en Chapel Hill | Centrocampista |        |
| 28  | Tanner Dieterich | Nashville SC                                                     | Universidad Clemson                              | Centrocampista |        |
| 29  | Rey Ortiz        | FC Cincinnati                                                    | Universidad de Portland                          | Delantero      |        |
| 30  | Simon Lekressner | New England Revolution (desde Vancouver Whitecaps)               | Universidad de California en Berkeley            | Defensa        |        |
| 31  | Joey DeZart      | Orlando City                                                     | Universidad de Wake Forest                       | Centrocampista |        |
| 32  | Daniel Gagliardi | Vancouver Whitecaps (desde Sporting Kansas City)                 | Universidad Internacional de Florida             | Portero        |        |
| 33  | Malick Mbaye     | Toronto FC (desde Columbus Crew)                                 | Universidad Clemson                              | Defensa        |        |
| 34  | Luka Prpa        | Houston Dynamo                                                   | Universidad Marquette                            | Centrocampista |        |
| 35  | Danny Reynolds   | Seattle Sounders FC (desde Montreal Impact vía Chicago Fire)     | Universidad de Carolina del Norte en Wilmington  | Defensa        |        |
| 36  | Wallis Lapsley   | New York Red Bulls (desde Chicago Fire)                          | Universidad de California en Davis               | Portero        |        |
| 37  | Robin Afamefuna  | Colorado Rapids (desde Colorado Rapids vía Sporting Kansas City) | Universidad de Virginia                          | Defensa        |        |
| 38  | Jon Bell         | San Jose Earthquakes                                             | Universidad de Maryland en Baltimore County      | Defensa        |        |
| 39  | Jonathan Dean    | Orlando City (desde New England Revolution)                      | Universidad de Florida Central                   | Defensa        |        |
| 40  | Manuel Ferriol   | FC Dallas                                                        | Universidad James Madison                        | Centrocampista |        |
| 41  | Deri Corfe       | New York Red Bulls                                               | Universidad Estatal Wright                       | Delantero      |        |
| 42  | Josh Fawole      | D.C. United (desde Portland Timbers)                             | Universidad Loyola Maryland                      | Delantero      |        |
| 43  | Keegan Meyer     | New England Revolution (desde D.C. United)                       | Universidad de High Point                        | Portero        |        |
| 44  | Austin Aviza     | Orlando City (desde Minnesota United)                            | Providence College                               | Portero        |        |
| 45  | Tom Smart        | Los Angeles Galaxy                                               | Universidad de Akron                             | Defensa        |        |
| 46  | Michael Wetungu  | Real Salt Lake                                                   | Universidad Estatal de Míchigan                  | Defensa        |        |
| 47  | Remi Prieur      | Columbus Crew (desde Philadelphia Union)                         | Saint Mary's College                             | Portero        |        |
| 48  | Felicien Dumas   | New York City FC                                                 | Universidad de Notre Dame                        | Defensa        |        |
| 49  | Danny Griffin    | Columbus Crew (desde Atlanta United)                             | Providence College                               | Centrocampista |        |
| 50  | Jack Hallahan    | Los Angeles FC                                                   | Universidad de Míchigan                          | Centrocampista |        |
| 51  | Simon Waever     | Toronto FC                                                       | Universidad de Indiana Bloomington               | Defensa        |        |
| 52  | Timo Mehlich     | Seattle Sounders FC                                              | Universidad de Nevada, Las Vegas                 | Centrocampista |        |

## Tercera Ronda
|  | Miembro de Generación Adidas |

| N.º | Jugador            | Equipo de la MLS                                          | Universidad/Proyecto/Club                       | Posición       | Imagen |
| --- | ------------------ | --------------------------------------------------------- | ----------------------------------------------- | -------------- | ------ |
| 53  | Joris Ahlinvi      | FC Cincinnati (desde Inter Miami CF)                      | Universidad de Indiana Bloomington              | Centrocampista |        |
| 54  | Shak Adams         | Nashville SC                                              | Universidad Florida Gulf Coast                  | Delantero      |        |
| 55  | Nick O'Callaghan   | Orlando City                                              | Universidad Internacional de Florida            | Defensa        |        |
| 56  | Jaret Townsend     | Sporting Kansas City                                      | Universidad de Washington                       | Centrocampista |        |
| 57  | Ryo Shimazaki      | Columbus Crew                                             | Universidad de la Mancomunidad de Virginia      | Defensa        |        |
| 58  | Stavros Zarokostas | New York Red Bulls (desde Chicago Fire vía FC Cincinnati) | Universidad de Rhode Island                     | Delantero      |        |
| 59  | Andrew Verdi       | D.C. United (desde New England Revolution)                | Universidad de Míchigan                         | Portero        |        |
| 60  | Derek Waldeck      | FC Dallas                                                 | Universidad Stanford                            | Centrocampista |        |
| 61  | Barry Sharifi      | New York Red Bulls                                        | Universidad Loyola Maryland                     | Centrocampista |        |
| 62  | Zac McGraw         | Portland Timbers                                          | Academia Militar de los Estados Unidos          | Defensa        |        |
| 63  | Duncan Turnball    | Houston Dynamo (desde Minnesota United)                   | Universidad de Notre Dame                       | Portero        |        |
| 64  | Parker Siegfried   | New York City FC                                          | Universidad Estatal de Ohio                     | Portero        |        |
| 65  | Phillip Goodrum    | Atlanta United                                            | Universidad de Carolina del Norte en Wilmington | Delantero      |        |
| 66  | Jorge Gonzalez     | Los Angeles FC                                            | Universidad del Sur de Illinois en Edwardsville | Centrocampista |        |
| 67  | Julian Avila-Good  | Seattle Sounders FC                                       | Universidad de Seattle                          | Centrocampista |        |

## Cuarta Ronda
|  | Miembro de Generación Adidas |

| N.º | Jugador            | Equipo de la MLS                      | Universidad/Proyecto/Club                               | Posición       | Imagen |
| --- | ------------------ | ------------------------------------- | ------------------------------------------------------- | -------------- | ------ |
| 68  | Anders Engebretsen | FC Dallas (desde Inter Miami CF)      | Saint Mary's College                                    | Centrocampista |        |
| 69  | Luke Haakenson     | Nashville SC                          | Universidad Creighton                                   | Centrocampista |        |
| 70  | James Kasak        | Sporting Kansas City                  | Instituto Politécnico y Universidad Estatal de Virginia | Defensa        |        |
| 71  | Kyle Edwards       | Houston Dynamo                        | Universidad de Texas Valle del Río Grande               | Delantero      |        |
| 72  | Matthew Bentley    | Minnesota United (desde Chicago Fire) | Universidad Estatal de Misuri                           | Delantero      |        |
| 73  | Aidan Megally      | FC Dallas                             | Universidad Loyola Chicago                              | Centrocampista |        |
| 74  | Niko Petridis      | New York Red Bulls                    | Universidad de San Juan                                 | Centrocampista |        |
| 75  | Joergen Oland      | Portland Timbers                      | Universidad de Fordham                                  | Defensa        |        |
| 76  | Andrew Booth       | Minnesota United                      | Universidad Internacional de Florida                    | Centrocampista |        |
| 77  | Younes Boudadi     | Los Angeles FC                        | Universidad Creighton                                   | Defensa        |        |

## Selecciones por Posición
| Ronda   | Portero | Defensa | Mediocampista | Delantero | Totales |
| ------- | ------- | ------- | ------------- | --------- | ------- |
| Primera | 3       | 9       | 8             | 6         | 26      |
| Segunda | 5       | 10      | 8             | 3         | 26      |
| Tercera | 3       | 3       | 6             | 3         | 15      |
| Cuarta  | 0       | 3       | 5             | 2         | 10      |
| Totales | 11      | 25      | 27            | 14        | 77      |